# Edsilia Rombley
Edsilia Francisca Rombley (født 13. februar 1978) er en nederlandsk sanger, som repræsenterede Nederlandene ved Eurovision Song Contest i 1998 med sangen "Hemel en aarde" og i 2007 med sangen "On top of the world". Edsilia præsenterede programmer i Holland som (Bedste sangere) og (Showcolade) foran Nederlandse Publieke Omroep
I 2019 blev Rombley valgt til at lede Eurovision Song Contest 2020 med skuespiller Chantal Janzen og sanger Jan Smit.